# الحملة الكردية في سوريا
الحملة الكردية في سوريا حملة عسكرية واضطراب سياسي في شمال وشرق سوريا منذ 19 يوليو 2012.

## الخلفية

### تمييز الدولة
شجعت سلطات الانتداب الفرنسي على سوريا الكرد وأقليات عرقية أخرى على الهجرة من تركيا إلى سورية منذ بدايات الانتداب في عشرينيات القرن العشرين. وصل عشرات الآلاف من الكرد إلى محافظة الحسكة على موجات متتالية، خاصة بعد ثورة الشيخ سعيد بيران. أسكن الفرنسيون اللاجئين الجدد في مدن جديدة على طول الحدود أهمهما القامشلي وعامودا والمالكية.
لم تعترف الحكومة السورية (المعروفة رسميًا باسم الجمهورية العربية السورية) أبدًا بوجود الكرد وفي عام 1962، تم تجريد 120 ألف كردي سوري من جنسيتهم، وتركهم بلا جنسية. كما قُمع اللغة والثقافة الكردية. حاولت الحكومة حل هذه المشكلات في عام 2011 من خلال منح الجنسية لجميع الكرد، لكن فقط ما يقدر بنحو 6،000 من أصل 150 ألف كردي عديمي الجنسية حصلوا على الجنسية، ولا تزال معظم اللوائح التمييزية، بما في ذلك حظر تعليم اللغة الكردية موجودة في الكتب. بسبب الحرب الأهلية السورية التي بدأت في عام 2011، لم تعد الحكومة في وضع يمكنها من فرض هذه القوانين.

### انتفاضة القامشلي
في عام 2004، اندلعت أعمال شغب ضد الحكومة في مدينة القامشلي شمال شرق البلاد. خلال مباراة لكرة القدم بين فريق كردي محلي وفريق عربي زائر من دير الزور، لوح بعض المشجعين العرب بصور صدام حسين الذي قتل عشرات الآلاف من الكرد في جنوب كردستان خلال حملة الأنفال في الثمانينيات. سرعان ما تصاعدت التوترات إلى احتجاجات مفتوحة، حيث رفع الكرد علمهم ونزلوا إلى الشوارع للمطالبة بالحقوق الثقافية والسياسية. أطلقت قوات الأمن النار على المتظاهرون فقتلت ستة أكراد بينهم ثلاثة أطفال ليذهب المتظاهرون لإحراق المكتب المحلي لحزب البعث. قتلت الحكومة ما لا يقل عن 30 وما يصل إلى 100 كردي قبل قمع الاحتجاجات. ثم فر آلاف الكرد إلى العراق حيث تم إنشاء مخيم للاجئين. وقعت اشتباكات بين الحين والآخر بين المتظاهرين الكرد والقوات الحكومية في السنوات التالية.

## بداية السيطرة العسكرية للوحدات الكردية

### الحرب الأهلية السورية

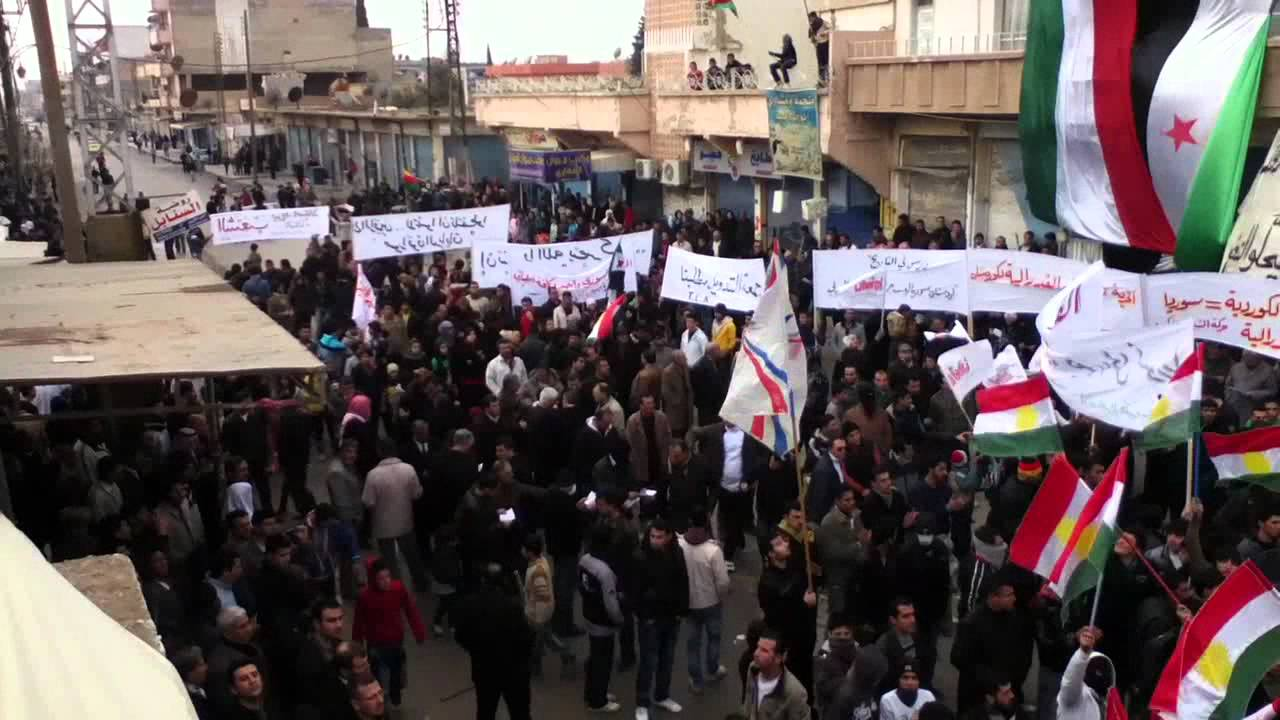
الكرد والمسيحيون والعرب يتظاهرون ضد النظام في القامشلي، 6 كانون الثاني 2012

في عام 2011، امتد الربيع العربي إلى سوريا. في صدى للثورة التونسية نقع المواطن السوري حسن علي عقلة في البنزين وأضرم النار في نفسه في مدينة الحسكة الشمالية. وقد ألهم ذلك النشطاء بالدعوة إلى «يوم الغضب» الذي لم يحضر إلا بشكل ضئيل، معظمه بسبب الخوف من القمع من قبل الحكومة السورية. لكن بعد أيام اندلعت الاحتجاجات مرة أخرى، هذه المرة رداً على ضرب الشرطة لصاحب متجر.
استمرت الاحتجاجات الصغرى، وفي 7 مارس 2011 أضرب 13 سجينًا سياسيًا عن الطعام وبدأ الزخم في النمو ضد حكومة الأسد. بعد ثلاثة أيام أضرب عشرات الكرد السوريين عن الطعام تضامناً معهم. في 12 مارس، اندلعت احتجاجات كبيرة في القامشلي والحسكة للاحتجاج على حكومة الأسد وإحياء ذكرى الشهداء الكرد.
تصاعدت الاحتجاجات على مدار شهري آذار ونيسان 2011. حاولت حكومة الأسد استرضاء الكرد من خلال وعدها بمنح الجنسية لآلاف الكرد، الذين كانوا حتى ذلك الوقت قد جردوا من أي وضع قانوني. بحلول الصيف، كانت الاحتجاجات قد اشتدت وكذلك حملات القمع العنيفة من قبل الحكومة السورية.

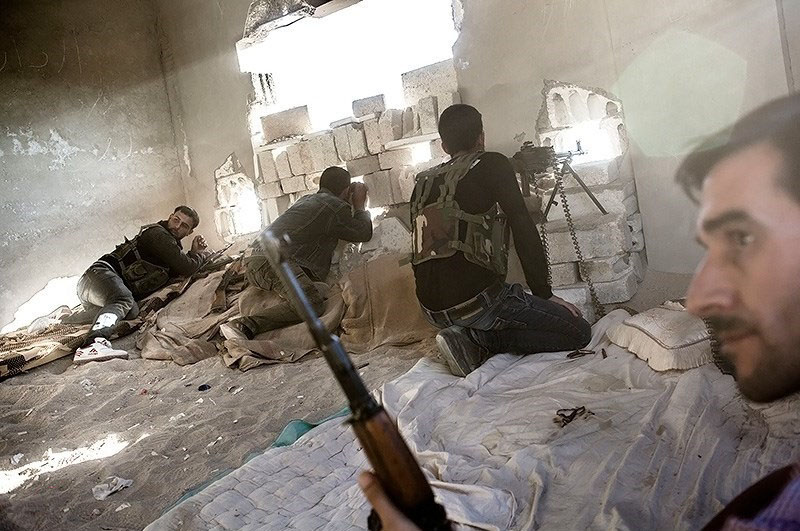
رأس العين وسلسلة من البلدات الأخرى في شمال سوريا تم الاستيلاء عليها جزئيًا من قبلYPG في عام 2012 (معركة رأس العين المصورة).

في أغسطس، شكل ائتلاف من جماعات المعارضة المجلس الوطني السوري على أمل إيجاد بديل ديمقراطي تعددي لحكومة الأسد. لكن الاقتتال الداخلي والخلاف حول السياسة والاندماج ابتليت به الجماعة منذ بداياتها. في خريف 2011، تصاعدت الانتفاضة الشعبية إلى نزاع مسلح. بدأ الجيش السوري الحر في الاندماج وانتشار التمرد المسلح إلى حد كبير عبر وسط وجنوب سوريا.

### تفاوض الأحزاب الكردية
قاطعت الحركة الوطنية للأحزاب الكردية في سوريا، وهي ائتلاف من 12 حزباً كردياً في سوريا، قمة معارضة سورية في أنطاليا، تركيا في 31 أيار / مايو 2011 قائلة إن «أي اجتماع من هذا القبيل يُعقد في تركيا لا يمكن إلا أن يضر الكرد في سوريا.  لأن تركيا معارضة لتطلعات الكرد».
خلال قمة أغسطس في اسطنبول، والتي أفضت إلى إنشاء المجلس الوطني السوري، حضر حزبان فقط من الحركة الوطنية للأحزاب الكردية في سوريا، حزب الاتحاد الكردي وحزب الحرية الكردي.
كانت الاحتجاجات المناهضة للحكومة مستمرة في المناطق التي يقطنها الكرد في سوريا منذ مارس 2011، كجزء من الانتفاضة السورية الأوسع، لكن الاشتباكات بدأت بعد أن وقع حزب الاتحاد الديمقراطي الكردي المعارض والمجلس الوطني الكردي على اتفاق سبعة  نقاط - في 11 حزيران / يونيو 2012 في أربيل برعاية رئيس كردستان العراق مسعود بارزاني. ومع ذلك لم يتم تنفيذ هذه الاتفاقية، وبالتالي تم توقيع اتفاقية تعاون جديدة بين الجانبين في 12 يوليو، والتي شهدت إنشاء اللجنة الكردية العليا كهيئة حاكمة لجميع الأراضي التي يسيطر عليها الكرد في سوريا.

### سيطرة وحدات حماية الشعب
دخلت وحدات حماية الشعب (YPG) الصراع من خلال الاستيلاء على مدينة عين العرب في 19 يوليو 2012، تليها الاستيلاء على عامودا وعفرين في 20 يوليو. وسقطت المدن دون اشتباكات كبيرة، حيث انسحبت قوات الأمن السورية دون مقاومة تذكر. انسحب الجيش السوري للقتال في أماكن أخرى. ثم شكل المجلس الوطني الكردي وحزب الاتحاد الديمقراطي مجلس قيادة مشترك لإدارة المدن التي تم السيطرة عليها.
استمرت قوات حماية الشعب الكردية في تقدمها، وفي 21 تموز (يوليو) استولت على مدينة المالكية في أقصى شمال شرق سورية، على بعد 10 كيلومترات عن مثلث الحدود مع تركيا والعراق. كما كانت القوات في ذلك الوقت تعتزم الاستيلاء على القامشلي، أكبر مدينة سورية ذات غالبية كردية. وفي اليوم نفسه هاجمت الحكومة السورية دورية لأعضاء وحدات حماية الشعب الكردية وجرحت مقاتلًا واحدًا. في اليوم التالي أفادت الأنباء أن القوات الكردية لا تزال تقاتل من أجل ديريك حيث قتل ناشط كردي شاب بعد أن فتحت قوات الأمن الحكومية النار على المتظاهرين. كما سيطرت الـ YPG على بلدتي رأس العين والدرباسية، بعد انسحاب الوحدات الأمنية والسياسية من هاتين المنطقتين ، إثر إنذار أصدره الكرد. وفي اليوم نفسه اندلعت اشتباكات في القامشلي بين وحدات حماية الشعب وقوات الحكومة، قُتل خلالها مقاتل كردي وجُرح اثنان إلى جانب مسؤول حكومي.
ذُكر أن السهولة التي استولت بها وحدات حماية الشعب على البلدات وانسحاب القوات الحكومية كانت بسبب توصل الحكومة إلى اتفاق مع الكرد بحيث يمكن تحرير القوات العسكرية من المنطقة للاشتباك مع قوات المعارضة في بقية البلاد. في 24 تموز، أعلن حزب الاتحاد الديمقراطي (PYD) انسحاب قوات الأمن السورية من مدينة المعبدة الصغيرة التي يبلغ عدد سكانها 16 ألف نسمة الواقعة بين المالكية والحدود التركية. ثم سيطرت وحدات حماية الشعب على جميع المؤسسات الحكومية.

### تأسيس منطقة الحكم الذاتي
في 1 آب / أغسطس 2012، انجذبت قوات أمن الدولة على أطراف البلاد إلى المعركة المحتدمة التي تدور في حلب. خلال هذا الانسحاب الكبير من الشمال، سيطرت وحدات حماية الشعب على أجزاء على الأقل من القامشلي وعفرين وعامودا والدرباسية وعين العرب مع القليل من الصراع أو الخسائر.

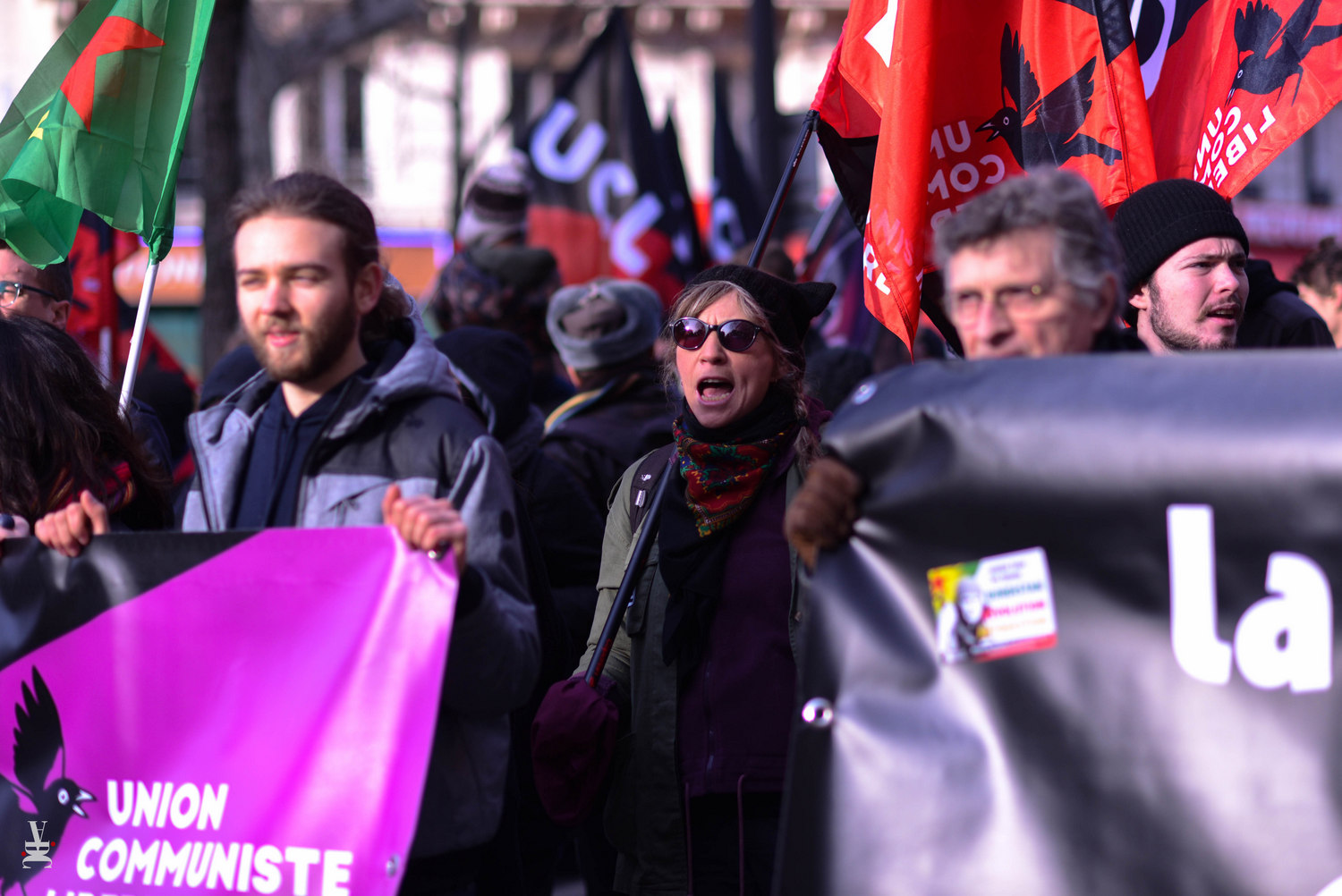
مسيرة للكرد في فرنسا دعما لأكراد سورية

في 2 أغسطس / آب 2012، أعلنت هيئة التنسيق الوطنية لقوى التغيير الديمقراطي أن معظم المدن ذات الوجود الكردي في سوريا باستثناء القامشلي والحسكة، لم تعد تخضع لسيطرة القوات الحكومية، وهي الآن تحت حكم أحزاب سياسية كردية. في القامشلي، بقيت قوات الجيش والشرطة الحكومية في ثكناتها وسمح المسؤولون الإداريون في المدينة برفع العلم الكردي.
بعد شهور من حكم الأمر الواقع، أعلن حزب الاتحاد الديمقراطي رسمياً حكما ذاتيا في 9 يناير / كانون الثاني 2014. عُقدت انتخابات وتأسست مجالس شعبية وتمت الموافقة على دستور المنطقة وضعها الحزب. منذ ذلك الحين نظم الحزب تجمعات محلية، وأعاد فتح المدارس، وأنشأ مراكز مجتمعية، وساعد في صد تنظيم داعش للسيطرة على جميع الأراضي السورية الواقعة شرق نهر الفرات. يدعي الحزب أن نموذجه للديمقراطية الشعبية نموذج يمكن تطبيقه في جميع أنحاء سوريا في المستقبل.